# فیزیک محاسباتی
فیزیک رایانشی یا فیزیک محاسباتی (به انگلیسی: Computational physics) زمینه‌ای‌ست مدرن، متنوّع، و گسترده که به بررسی، گزینش، و اعمال شیوه‌های آنالیز عددی در حل محاسباتی مدل‌های ریاضی (پیوسته) در فیزیک می‌پردازد.